# Бодров, Иван Яковлевич
Ива́н Я́ковлевич Бодров (30 июня 1926, Ильинское, Калужская губерния — 16 декабря 2008, Таруса, Калужская область) — русский советский писатель, краевед, почётный гражданин города Тарусы.

## Биография
В 1938 году с семьёй родителей переехал в Тарусу.
Участник Великой Отечественной войны, призван в 1943 году. Демобилизовался из вооружённых сил в 1956 году. С 1956 по 1968 год работал в тарусской газете «Октябрь» литературным работником отдела писем. Заочно окончил факультет журналистики МГУ. В 1957 году принят в члены Союза журналистов СССР.
В 1961 году был привлечён К. Г. Паустовским к изданию альманаха «Тарусские страницы». Константин Георгиевич принимал участие в литературной судьбе Бодрова, читал и правил его рукописи. В 1980-е годы руководил тарусским литературным объединением «Родник», где литературным консультантом выступал писатель А. И. Шеметов. 
Бодров — автор четырёх краеведческих книг о Тарусе. Играл большую роль в культурной жизни города

«Маленькому подмосковному городу Тарусе, Музею-усадьбе Поленова повезло. У них есть самоотверженный и влюбленный в эти места человек — литератор Иван Яковлевич Бодров».
К. Паустовский.

В 1996 году решением Городской Думы Тарусы к 750-летию города И. Я. Бодрову присвоено звание почётного гражданина Тарусы
Похоронен на старом Городском кладбище Тарусы.

## Память
В 2020 году именем Ивана Яковлевича Бодрова названа улица в Тарусе.
Проводятся мероприятия памяти Ивана Яковлевича Бодрова